# Bosansko Grahovo (kommun)
Bosansko Grahovo är en kommun i Bosnien och Hercegovina.   Den ligger i entiteten Federationen Bosnien och Hercegovina, i den västra delen av landet, 160 km väster om huvudstaden Sarajevo.